# Чемпионат России по велоспорту 2008
 Чемпионат России по велоспорту 2008 — всероссийские соревнования, проводимые Федерацией велосипедного спорта России, по трековым и шоссейным дисциплинам велоспорта в 2008 году.

## Трековые гонки
Соревнование проводилось с 22 по 25 мая 2008 года в Москве на велотреке «Крылатское»

### Мужчины
| Дисциплина                                                  | Золото | Серебро | Бронза |
| Гит 1000м с места                                           | Валентин Савицкий (Омск — Новочеркасск) — 1.06,625 | Артур Спирин (Москва, ЭШВСМ «Крылатское») — 1.06,965 | Алексей Ткачев (Сестрорецк, СДЮШОР) — 1.07,235 |
| Спринт, 200 м                                               | Денис Дмитриев (Москва, «Юность Москвы») | Павел Якушевский (Санкт-Петербург, СДЮШОР «Олимпийские надежды») | Сергей Кучеров (Тверь, ШВСМ) |
| Кейрин, 6 кругов                                            | Сергей Борисов (Тула, ШВСМ) | Сергей Рубан (Новочеркасск) | Владимир Хозов (Москва, ЭШВСМ) |
| Командный спринт, 750 м                                     | Сергей Кучеров (Тверь, ШВСМ) Сергей Рубан (Новочеркасск) Сергей Борисов (Тула, ШВСМ) — 44,681                                                                                           | Денис Дмитриев (Москва, «Юность Москвы») Стоян Васев (Москва, «Юность Москвы») Павел Якушевский (Санкт-Петербург, СДЮШОР «Олимпийские надежды»)                                                                         | Дмитрий Леопольд (Омск — Новочеркасск) Павел Носков (Москва, ЭШВСМ «Крылатское») Сергей Полынский (Тула, ШВСМ)                                                                                        |
| Индивидуальная гонка преследования,* 4000 м                 | Валерий Кайков (Санкт-Петербург, ШВСМ «Локомотив») — 4.35,056 | Артур Ершов (Санкт-Петербург, ШВСМ «Локомотив») — 4.36,018 | Евгений Ковалев (Москва, МГФСО «Динамо») — 4.33,463 |
| Командная гонка преследования,* 4000 м                      | Кирилл Баранов (Москва, ГОУ МСС УОР 2 «Динамо») Иван Ковалев (Москва, МГФСО «Динамо») Евгений Ковалев (Москва, МГФСО «Динамо») Александр Петровский (Москва, МГФСО «Динамо») — 4.05,920 | Владимир Щекунов (Санкт-Петербург, ШВСМ «Локомотив») Валерий Кайков (Санкт-Петербург, ШВСМ «Локомотив») Александр Рябкин (Санкт-Петербург, ШВСМ «Локомотив») Артур Ершов (Санкт-Петербург, ШВСМ «Локомотив») — 4.10,603 | Никита Новиков (Москва, ГОУ МСС УОР 2 «Динамо») Максим Разумов (Москва, ГОУ МСС УОР 2 «Динамо») Виталий Барбас (Москва, ГОУ МСС УОР 2 «Динамо») Алексей Шмидт (Москва, ЭШВСМ «Крылатское») — 4.17,315 |
| Гонка по очкам 120 кругов (120км), 20 промежуточных финишов | Иван Ковалев (Москва, МГФСО «Динамо») — 83 | Евгений Ковалев (Москва, МГФСО «Динамо») — 81 | Владимир Щекунов (Санкт-Петербург, ШВСМ «Локомотив») — 70 |
| Скретч 15 км                                                | Иван Ковалев (Москва, МГФСО «Динамо») | Никита Новиков (Москва, ГОУ МСС УОР 2 «Динамо») | Виталий Барбас (Москва, «Юность Москвы» УОР2) |
| Мэдисон 50 км, 150 кругов, 10 промежуточных финишов         | Иван Ковалев (Москва, МГФСО «Динамо») Алексей Шмидт (Москва, ЭШВСМ «Крылатское») — 41                                                                                                   | Никита Новиков (Москва, ГОУ МСС УОР 2 «Динамо») Кирилл Баранов (Москва, ГОУ МСС УОР 2 «Динамо») — 25 | Валерий Кайков (Санкт-Петербург, ШВСМ «Локомотив») Артур Ершов (Санкт-Петербург, ШВСМ «Локомотив») — 15                                                                                               |

### Женщины
| Дисциплина                                  | Золото | Серебро | Бронза |
| Гит 500м с места                            | Виктория Баранова (Московская область, СДЮШОР) — 36,523                                                                    | Екатерина Гниденко (Тула, ШВСМ ДЮСШ) — 36,728 | Ирина Чернова (Москва, «Юность Москвы») — 37,412                                                                                  |
| Спринт, 200 м                               | Светлана Гранковская (Москва — Тула)                                                                                       | Екатерина Гниденко (Тула, ШВСМ ДЮСШ) | Виктория Баранова (Московская область, СДЮШОР)                                                                                    |
| Кейрин, 6 кругов                            | Светлана Гранковская (Москва — Тула)                                                                                       | Ольга Стрельцова (Москва, МГФСО) | Юлия Кошелева (Тула, ВСК «Динамо»)                                                                                                |
| Командный спринт, 666 м                     | Светлана Гранковская (Москва — Тула) Екатерина Гниденко (Тула, ШВСМ ДЮСШ) — 46,754                                         | Ирина Чернова (Москва, «Юность Москвы») Ольга Стрельцова (Москва, МГФСО) — 48,413                                                                           | Виктория Баранова (Московская область, СДЮШОР) Екатерина Мазова (Московская область, СДЮШОР) — 49,115                             |
| Индивидуальная гонка преследования*, 3000 м | Оксана Козончук (Тула — Воронеж, ВСК «Динамо») — 3.50,862                                                                  | Анастасия Чулкова (Москва, ЭШВСМ) — 3.51,096 | Виктория Кондель (Москва, МГФСО) — 3.50,970                                                                                       |
| Командная гонка преследования*, 3000 м      | Елена Чалых (Самара — Воронеж, ШВСМ ЦСК ВВС) Виктория Кондель (Москва, МГФСО) Анастасия Чулкова (Москва, ЭШВСМ) — 3.37,661 | Елена Личманова (Москва, «Юность Москвы» УОР 2) Лидия Малахова (Москва, «Юность Москвы» УОР 2) Альфия Хабибулина (Москва, «Юность Москвы» УОР 2) — 3.45,566 | Юлия Попова (Воронеж, ШВСМ «Петроградец») Дарья Попова (Москва, МГФСО) Ирина Мироненко (Москва, «Юность Москвы» УОР 2) — 3.48,703 |
| Гонка по очкам 72 круга (24км), 12 п/ф      | Елена Чалых (Самара — Воронеж, ШВСМ ЦСК ВВС) — 35                                                                          | Евгения Романюта (Москва, ЭШВСМ) — 21 | Анастасия Чулкова (Москва, ЭШВСМ) — 19                                                                                            |
| Скретч 10 км                                | Евгения Романюта (Москва, ЭШВСМ)                                                                                           | Анастасия Чулкова (Москва, ЭШВСМ) | Елена Чалых (Самара — Воронеж, ШВСМ ЦСК ВВС)                                                                                      |

-  — время спортсменов указано в финальных заездах

## Шоссейные гонки
Соревнования проводились на велотрассе Крылатское.

### Мужчины
27 июня 2008 года. Старт: 12.30 MSK — 40,8км (3 круга по 13.6 км.)
| Дисциплина                    | Золото                                     | Серебро                                       | Бронза                                                    |
| Индивидуальная гонка на время | Владимир Гусев (Уфа, «Агидель») — 54.58,82 | Тимофей Крицкий (Москва, «Катюша») — 56.19,56 | Владимир Карпец (Краснодарский край, «Кубань») — 56.51,15 |

29 июня 2008 года. Старт: 12.30 MSK — 204км (15 кругов по 13.6 км.)
| Дисциплина      | Золото                           | Серебро                                       | Бронза                                    |
| Групповая гонка | Сергей Иванов (Самара) — 5:03.23 | Александр Баженов (Хабаровск, ШВСМ) — 5:05.27 | Роман Климов (Москва, «Катюша») — 5:05.29 |

### Женщины
27 июня 2008 года. Старт: 11.00 MSK — 27,2км (2 круга по 13.6 км)
| Дисциплина                    | Золото                                   | Серебро                              | Бронза                                     |
| Индивидуальная гонка на время | Елена Чалых (Самара, ЦСК ВВС) — 42.20,85 | Татьяна Антошина (Москва) — 42.36,74 | Наталья Боярская (Москва, ЦСКА) — 42.40,73 |

29 июня 2008 года. Старт: 09.00 MSK — 108,8км (8 кругов по 13.6 км.)
| Дисциплина      | Золото                                  | Серебро                          | Бронза                                    |
| Групповая гонка | Юлия Мартисова (Великие Луки) — 3:13.23 | Юлия Блиндюк (Шелехов) — 3:13.23 | Наталья Боярская (Москва, ЦСКА) — 3:13.23 |